# Viguiera excelsa
Viguiera excelsa là một loài thực vật có hoa trong họ Cúc. Loài này được (Willd.) Benth. & Hook.f. miêu tả khoa học đầu tiên năm 1873.